# ロマン・キム
ロマン・ニコラエヴィッチ・キム（ロシア語: Рома́н Никола́евич Ким、1899年8月1日 - 1967年5月14日 ）はロシア、ソビエト時代の作家。スパイ小説で人気を博した。

## 来歴
キムは朝鮮人の家庭で生まれた。幼年時代は日本で過ごし、1906年に慶應義塾幼稚舎に入学し、1913年に慶應義塾普通部を中退した。1923年にウラジオストク大学東部学部を卒業し、在学中に全ロシア東洋学協会の極東部の創設者の一人となった。 
1923年から1930年にかけ、キムはモスクワ東洋学研究所で中国および日本文学を教えた。また、大衆向け科学記事や、ジャーナリスティックな記事も発表している。 
1924年からは翻訳者としても活動し、 芥川龍之介のふたつの短編小説の翻訳でデビューした。 
1930年代にはソ連国家保安委員会第1総局 (OGPU) の職員として日本で働いていた。 
キムは1923年以降はOGPUの防諜部門のスパイ（表向きには翻訳者）であり、1932年からは実働部隊として活動した。1934年からは秘密警察である内務人民委員部 (NKVD) 国家安全総局(GUGB) の特殊部隊のなかでも、国家保安上級中尉として特殊任務に従事した（日本大使館を通じた防諜のすべてに責任を負っていたほか、モスクワに滞在する日本人として駐在武官としても働いていた）。キムは1928年から「将軍」作戦に参加した。この作戦の目的は、日本軍に赤軍の潜在能力、武器、計画について誤解させることだった（これは1937年に起きたNKVDの「大粛清」まで成功していた）。1945年に編集されたソ連のNKGBの証明書によると、キムの直接の参加により、2000以上もの日本の秘密文書が、エージェントであるキムもしくは、彼にコンタクトした他の工作員を通じて受信された（後者の場合、キムは解読と翻訳に従事していた）。「特に、彼は日本のソ連への攻撃に対する日本人の積極的な準備活動を証明する文書を入手しました……スパイのネットワークにおいて、およびOGPU-NKVDのスタッフとして働いたなかで、彼は価値ある結果につながった貴重な日本人およびソビエト市民と個人的に求人し、知ることができた」。 
キムは赤星勲章と「チェカGPUの名誉職員」記章を2度、栄誉の武器付きで授与された。その後1937年4月2日に逮捕され、ソビエト・ロシア連邦刑法58条条1項a号に触れたとして、1940年7月9日に懲役20年の判決を受けた。戦時中は囚人の身分のまま、傍受された日本の電信の解読と翻訳を遂行した。 1945年の終わりに、キムの訴追は再検討され、すでに刑に服したものとして減刑された。1945年12月29日に釈放され、1959年2月に更生した扱いとされた。 
妻は日本史学者であるマリアム・サモイロフナ・ツィン（1904年5月 - 2002年）  。 

1950年ごろから、スパイ小説、探偵小説の作家として頭角を現した。多くの言語に翻訳されたが、読者には受け入れられたものの批評家の評判は良くなかった。
キムの作品は、平易で、かつ魅力的であり、地方色（主に極東）豊かな点が一線を画しているが、攻撃性があり、必ずしも心理的には安定していない。—ウォルフガング・カザック
キムはモスクワのヴァガニコヴォ墓地に埋葬されている。 

## 作品
- 蛇足 ボリス・ピリニャーク 日本の太陽の根。 L.、1927。
- 向こう三軒両隣 1934年5月
- 3つの物語（海辺の解説者、山麓のきれいな川、日本の風景）// XVIII年。年鑑7。 M.、1935年

- 切腹した参謀たちは生きている、（高木秀人訳、五月書房、1952年1月、および長谷川蟻訳、晩聲社、1976年）、初出「ノーブイ・ミール」、1951年、巻5 朝鮮戦争中に日本のスパイの報告書という形をとって書かれている小説

- 広島から来た少女、「10月」、1954年、巻8-9
- 「特務機関員」「枕の下のコブラ」, Советский писатель、1962年
- 読後焼却すべし、Советский писатель、1962年、巻1-2
- 誰がプンナカンをさらったの？、「10月」、1963年、巻10
- 幽霊学校、Советский писатель、1965年、巻8-10
- シャーロックホームズ殺人事件、Советский писатель、1966年、巻4
- 最後通牒の謎。小説と短編。 M。：ヤングガード、1969

### 編集
- 日本の短編小説 1945-1960, 1961年5月

## 参考資料
- Васильков Я. В., Гришина А. М., Перченок Ф. Ф. Репрессированное востоковедение. Востоковеды, подвергшиеся репрессиям в 20-50-е годы // Народы Азии и Африки, 1990年, 巻4, p.123.
- Казак В. Лексикон русской литературы XX века = Lexikon der russischen Literatur ab 1917 / [пер. с нем.]. — М. : РИК «Культура», 1996年. — XVIII, 491, [1] с. — 5000 экз. — ISBN 5-8334-0019-8.
- Ким Е. У. Роман Николаевич Ким — видный советский исследователь Восточной Азии и писатель // Японские исследования / Главный редактор Д. В. Стрельцов. — 2016. — № 2. — С. 82—92. — 94 с. — ISSN 2500-2872.
- Люди и судьбы. Биобиблиографический словарь востоковедов — жертв политического террора в советский период (1917—1991). — 2003. — С. 200—201.
- Куланов А. Е. Шпионский Токио. — 2014. — С. 211—258. — 320 с.